# The Ranch Girl
The Ranch Girl est un film muet américain réalisé par Allan Dwan et sorti en 1911.

## Fiche technique
- Réalisation : Allan Dwan
- Date de sortie : États-Unis : 10 août 1911

## Distribution
- J. Warren Kerrigan : Jack
- Pauline Bush : Alice
- Jack Richardson : Mike